# Alain Orsoni
 (mai 2022).
Si vous disposez d'ouvrages ou d'articles de référence ou si vous connaissez des sites web de qualité traitant du thème abordé ici, merci de compléter l'article en donnant les références utiles à sa vérifiabilité et en les liant à la section « Notes et références ».
Pour les articles homonymes, voir Orsoni.
Alain Orsoni, né le 27 septembre 1954, est un homme politique français originaire de Vero (Corse). Il fut le dirigeant du Mouvement pour l'autodétermination (MPA), mouvement créé à la suite d'une scission au sein de l'aile politique du mouvement indépendantiste corse. Soupçonné d'affairisme, il s'exile volontairement en Amérique latine, puis revient en Europe à la fin des années 1990. Il fait son retour sur la scène publique insulaire une douzaine d'années plus tard, en devenant le président du club de football AC Ajaccio en juillet 2008.

## Ses débuts
Dans les années 1950, son père, André Orsoni, parachutiste et héros de la Seconde Guerre mondiale, rentre de l'Indochine et rempile dans la guerre d'Algérie. Il déserte en 1961 après les barricades d'Alger. Alain Orsoni obtient son bac économique en 1972.
Puis il part à Paris. Il fait ses études à Assas, où il milite au Groupe union défense, un mouvement étudiant d'extrême droite. Parallèlement à la même époque, il fréquente dans son village en Corse des étudiants nationalistes de Nice, dont Léo Battesti. En 1975, il fait partie du groupe dirigé par Edmond Simeoni qui occupe la cave d'un viticulteur pied-noir à Aléria, tout comme son frère Guy. L'opération tourne mal, deux gendarmes sont tués lors de l'assaut. Alors, Orsoni organise sa première cavale dans un camping avant de rejoindre, l'année suivante, un Front de libération nationale corse (FLNC) naissant. 
En août 1980, il est arrêté en compagnie de six autres militants nationalistes, à la suite du mitraillage de l'Ambassade d'Iran survenu le 14 mai de la même année qui fait quatre blessés. Il est libéré en décembre 1981 (après avoir notamment entamé une grève de la faim) après l'élection de François Mitterrand à la présidence de la République dans le cadre d'une loi d'amnistie. Revenu en Corse, il reprend du service au FLNC et est alors contacté par le capitaine Barril qui dit agir au nom de l'Élysée, négociations brèves et sans lendemain.

## Assassinat de son frère
Le 17 juin 1983, son frère Guy Orsoni est assassiné. Les commanditaires sont rapidement arrêtés par la police. Les raisons de cet assassinat, exécuté par des voyous, semblent avoir été de plaire au pouvoir en place sans que celui-ci soit au courant. C'était en fait Alain Orsoni qui était visé et non son frère. Alain Orsoni raconte dans le Maquis ardent comment le FLNC a alors décidé de constituer un commando Guy Orsoni dont la seule tâche a été de liquider tous ceux qui avaient participé à l'assassinat de son frère. Cette vengeance culminera avec l'exécution dans la prison d'Ajaccio de Jean-Marc Leccia, trafiquant de drogue notoire, et de Salvatore Contini, membre repenti de la mafia sarde. Trois militants seront alors arrêtés dans l'enceinte de la prison et jugés un an et demi plus tard à Lyon. 
Alain Orsoni affirmera ne pas avoir participé au commando du 7 juin 1984 qui se chargera des représailles pour « donner à l'affaire une dimension essentiellement politique[réf. nécessaire] », le FLNC ayant semble-t-il décidé de ne pas en faire une vengeance familiale. Après cette action, il est condamné en 1984 pour apologie de meurtre, en compagnie de Léo Battesti. Des années plus tard, il déclare dans le documentaire Génération FLNC : « C'est le plus grand regret de ma vie de pas y avoir été ». Son fils, nommé Guy en hommage à son oncle assassiné, naît le jour même de cette action.

## Le MPA
En 1986, il est élu à l'Assemblée territoriale de Corse sous l'étiquette du Mouvement corse pour l'autodétermination (MCA).
En 1990, à la suite d'une scission au sein du mouvement indépendantiste, il fonde, avec nombre d'anciens cadres dirigeants du FLNC, le Mouvement pour l'autodétermination (MPA), surnommé « Le mouvement pour les affaires » ou « Monnaie Pour Alain » par ses opposants politiques nationalistes. S'ensuit une lutte fratricide entre les deux FLNC, canal habituel (fidèle à Orsoni) et canal historique (fidèle à François Santoni). Il noue une amitié avec l'avocat Antoine Sollacaro, qui sera assassiné en 2012. 
Aux élections de 1992, les diverses listes indépendantistes (MPA/Corsica Nazione) totalisent plus de 25 % des voix et le MPA obtient quatre sièges : Alain Orsoni ne pourra y siéger en raison d'une transgression des règles de financement de la campagne électorale. À la suite des guerres entre les deux branches du FLNC (Canal habituel, ayant pour vitrine légale le MPA, et canal historique, ayant pour vitrine légale la Cuncolta), le MPA se dissout.
En 1993, il obtient 11,41% et 2 565 voix dans la 1re circonscription de Corse-du-Sud, arrivant 3e.

## Amérique latine
Soupçonné d'affairisme, il part vers l'Amérique centrale, au Nicaragua, en 1996 aux côtés de son ami Francis Perez qui détient un casino. Il y fera de nombreux investissements dans le secteur des jeux. Puis il possédera une modeste pizzeria à Miami. Mais il rentrera à la fin des années 1990 à la suite d'une affaire judiciaire impliquant plusieurs de ses amis. Il rentrera volontairement en France pour s'acquitter de la condamnation civile due aux gendarmes blessés dans le mitraillage de l'avenue d'Iéna. Il s'installe ensuite à Barcelone jusqu'en 2006.

## Retour en Corse
En 2008, il revient en Corse après treize ans d'exil en Amérique latine, puis en Espagne.
À la suite de la mort de son ancien allié politique et ami Michel Moretti, après y avoir occupé de façon discrète le poste de vice-président, Alain Orsoni est devenu le président de l'AC Ajaccio en juillet 2008.

## Tentative d'assassinat en 2008
En août 2008, Alain Orsoni échappe à une équipe de tueurs, que les policiers avaient repérée à la suite de filatures depuis plusieurs jours.
Plusieurs personnes sont mises en examen au cours de l'enquête pour "association de malfaiteurs" : Marie-Jeanne Bozzi, ancienne maire (UMP) de Grosseto-Prugna (Porticcio) (Corse-du-Sud), Pierre-Toussaint Michelosi, Edmond Melicucci et Jean-Laurent Salasca le 2 avril. Marie-Jeanne Bozzi (assassinée le 21 avril 2011), Pierre-Toussaint Michelosi sont la sœur et le frère d'Ange-Marie Michelosi, membre du banditisme corse, assassiné le juillet 2008 à Grosseto-Prugna.

## Banditisme corse
En juin 2009, il est interpellé avec plusieurs personnes dans le cadre de l'enquête sur la vague d'assassinats en Corse dans le milieu du grand banditisme. Onze arrestations et des perquisitions se sont déroulées le même jour. Alain Orsoni a été entendu notamment dans le cadre du meurtre de Thierry Castola, ancien compagnon de route avec qui il a fait des affaires en Amérique centrale, travaillant pour le compte d'une société de jeux dans le placement de machines à sous, avant de se brouiller pour des histoires de dettes et de dividendes. Ce dernier, âgé de 36 ans et ancien sympathisant du MPA, a été tué par balles le 3 janvier 2009 à Bastelicaccia (Corse-du-Sud). En l'absence de preuves à son encontre, le meurtre ayant été commis alors qu'il assistait au match de son équipe devant les caméras de télévision, il sera relâché après avoir suivi une grève de la faim de trente-six jours.
En 2012, il publie aux éditions Gawsewitch le premier volume de ses mémoires Un destin corse : le maquis ardent, qui couvre la période allant des premiers combats de son père contre l'armée nazie à l'exécution dans la prison d'Ajaccio des assassins de son frère Guy Orsoni. En mars 2015, il démissionne de la présidence de l'AC Ajaccio et sera remplacé par Léon Luciani.

## Guy Orsoni, son fils
Il est le père de Guy Orsoni (prénom choisi en hommage à son frère disparu), qui est quant à lui poursuivi dans le cadre de plusieurs assassinats commis ces dernières années dans le milieu corse, assassinats qu'il nie farouchement. En novembre 2011, il a été libéré pour l'un de ces dossiers mais maintenu en prison dans le cadre des deux restants. Son père Alain, lui aussi mis en examen mais relâché après dix mois d'incarcération, a pris la tête d'une campagne pour la défense de son fils et contre « les juridictions d'exception ».
Le 11 mai 2015, douze personnes sont jugées, dont Alain et Guy Orsoni, pour les assassinats de Thierry Castola et de Sabri Brahimi et la tentative de meurtre de Francis Castola en 2009 en région ajaccienne.
Guy Orsoni a fait l'objet d'une tentative d'assassinat en septembre 2018 durant laquelle deux hommes à moto tirent 48 balles au fusil automatique sur sa voiture blindée. Les suspects présumés - Pascal Porri, André Bacchiolelli et Mickaël Ettori - sont des membres de la bande du Petit Bar. Ils disparaissent en cavale après avoir été prévenus que leur arrestation était imminente. L'enquête porte également sur d'autres suspects qui auraient un lien avec la tentative d'assassinat : Ange-Marie Gaffory et Pierre-François Luccioni. Arrêtés dans le cadre d'une autre affaire, Philippe Porri et Jacques Santoni seront mis en examen avec trois autres personnes pour leur rôle dans la tentative d'assassinat de Guy Orsoni.